# Rotterdam Open 1976
Il Rotterdam Open 1976, conosciuto anche con il nome di ABN AMRO World Tennis Tournament 1976 per ragioni di sponsorizzazione, è stato un torneo di tennis giocato sul sintetico indoor. È stata la 3ª edizione del Rotterdam Open e fa parte del World Championship Tennis 1976. Si è giocato all'Ahoy Rotterdam indoor sporting arena di Rotterdam in Olanda Meridionale, dal 24 al 29 febbraio 1976.

## Campioni

### Singolare
Arthur Ashe ha battuto in finale  Robert Lutz con il punteggio di 6–3, 6–3

### Doppio
Rod Laver /  Frew McMillan hanno battuto in finale  Arthur Ashe /  Tom Okker con il punteggio di 6–1, 6(4)–7, 7–6(5)